# Échangeur de Tournai
Échangeur de Tournai ist ein Autobahndreieck nordöstlich der belgischen Stadt Tournai. Es verbindet die Autobahnen A8 von Brüssel nach Lille in Frankreich und A16 in Richtung Mons.
Das Autobahndreieck ist ein komplexes Bauwerk, da sich neben den halbdirekt geführten Verbindungsrampen für die Autobahnen zusätzlich die Anschlussstelle „Tournai Kain“ an der N48 im Bereich des Verkehrsknotens befindet. Die Nord-Tangente der A8 verfügt über jeweils zwei Auf- und Abfahrten und die West-Tangente über weitere zwei Abfahrten und eine Auffahrt in Richtung Süden. Die Anschlussstelle ist sowohl auf der A8 als auch der A16 mit der Nummer 33 beschildert. Darüber hinaus überqueren die Verbindungsrampen weitere kleinere Straßen.

## Lage im Autobahnnetz
|                                  | Richtung Ronse | (31) Frasnes Richtung Frasnes-lez-Anvaing |
| (34) Tournai Richtung Frankreich |                |                                           |
|                                  |                | (32) Bruxelles Richtung Péruwelz          |